# Contuboel
Contuboel – miasto w Gwinei Bissau, w regionie Bafatá.